# Jezioro Grochowiskie
Jezioro Grochowiskie – jezioro w Polsce, położone w woj. kujawsko-pomorskim, w powiecie żnińskim, w gminie Rogowo, leżące na terenie Pojezierza Gnieźnieńskiego.
Wokół jeziora są obszary rolnicze. W pobliżu znajdują się takie miejscowości jak Rogowo, Grochowiska Księże, Grochowiska Szlacheckie i Złotniki.

## Dane morfometryczne
Powierzchnia zwierciadła wody według różnych źródeł wynosi od 22,5 ha do 30,2 ha.
Zwierciadło wody położone jest na wysokości 93,0 m n.p.m. lub 94,4 m n.p.m. Średnia głębokość jeziora wynosi 1,3 m, natomiast głębokość maksymalna 2,5 m.